# Veaceslav Gojan
Veaceslav Gojan (18. svibnja 1983.) je moldavski amaterski boksač. Osvajač je brončane medalje u kategoriji bantam na Olimpijadi u Pekingu 2008.
Gojan se nije uspio kvalificirati za Olimpijske igre 2004. nakon što je završio na trećem mjestu na kvalifikacijskom turniru u Bakuu. 
Kvalificiralo se na Olimpijske igre 2008. nakon što je pobijedio njemačkog boksača Rustamhodza Rahimova u polufinalu Europskog kvalifikacijskog turnira. Na Olimpijadi u Pekingu je stigao u polufinale pobjedama nad Bjelorusom Khavazhom Khatsigovim 1:1, (produžetak), Kinezom Gu Yuom 13-6 i Indijcem Akhial Kumarom 10-3 onda je izgubio od Mongola Enkhbatyna Badar-Uugana 2:15. Plasmanom u polufinale je osigurao brončanu medalju. Osvojio je 2011. godine naslov na Europskom amaterskom prvenstvu. Na kvalifikacijama za Olimpijske igre 2012. izgubio je u prvom kolu od Pavla Ishchenka, te se nije kvalificirao na igre.

## Vanjske poveznice
- Olimpijske kvalifikacije
- AIBA rezultati Olimpijskih kvalifikacija  Arhivirana inačica izvorne stranice od 15. lipnja 2010. (Wayback Machine).
- Veaceslav Gojan  Arhivirana inačica izvorne stranice od 10. prosinca 2012. (Wayback Machine)